# Шокирующая реклама
Шокирующая реклама и шок-реклама (англ. Shockvertising) — один из видов рекламы. Отличительной чертой является использование резких шокирующих изображений для рекламы. Благодаря этому на рекламу невольно обращают внимание.
Шоковая реклама представляет собой маркетинговый прием, характеризующийся намеренным нарушением социальных, религиозных и политических норм для привлечения внимания аудитории. Данный тип рекламы может включать пренебрежение традициями и законами (непристойные сексуальные отсылки), нарушение моральных кодексов (демонстрация вульгарности, жестокости, наготы), или использование отталкивающих образов (сцены насилия, ужасающие изображения). Шокирующими могут считаться не только способы коммуникации, но и сами рекламируемые "табуированные" продукты – сигареты, средства женской гигиены, контрацептивы. К потенциально оскорбительной рекламе также относятся материалы о программах похудения, товарах сексуального характера, клиниках тестирования на СПИД и ЗППП, похоронных услугах, организациях, выступающих против контроля оружия, и казино. Шокирующий эффект может создаваться и через использование неподобающего языка, как в кампании French Connection с названием "fcuk".

## Смысл использования
Шок-реклама невольно обращает внимание целевой аудитории на себя, тем самым, является эффективной. Многие люди при просмотре такой рекламы загораются любопытством. Резко неприличные и табуированные темы, использованные в рекламе, как правило, вызывают волну общественного недовольства.

## Блокировка
Существует множество программ и браузерных расширений для блокировки шок-рекламы, например, "Антишок".

## Примеры
Примеры включают использование крови, больных органов и человеческих частей тела и т. п. Могут присутствовать порнографические элементы.